# トーンコネクト
「トーンコネクト」はトーン音に乗せて、共有することができるスマートフォンのアプリである。

## アプリの概要
このアプリは、一度は聞いたことがある、世界共通のプッシュフォンのトーン音を利用して、スマートフォンやタブレット端末に情報を送受信・共有する事が出来る。

### 開発の経緯
2011年の4月に、ニッポン放送アナウンサーで、スマートフォンアプリにも精通する吉田尚記がプログラマーの加畑健志と出会った。当時加畑は、渋谷にある、とあるバーの定休日にアンドロイド携帯端末の開発者たちと集まって「Bar Android（バー・アンドロイド）」を開催していたが、この場で加畑から「ぼくらのような開発者にも何か震災復興に協力できることはないか」と打ち明けられる。
この提案を聞いた吉田は、「複数に渡る地域の停電の日程を寸分間違わずに聴取者に伝えることを、もっと愛情を持って伝えられないものか。もし、ITを駆使すれば、自分の地域が停電してしまうのではないかと困惑しているリスナーに、もっと良い伝え方があるのではないか。」という震災報道を経験して感じた思いを語った。その話を受けて、加畑は考えた末に「だったら、スマートフォンにラジオを読ませたら？」と提案。
それから半年足らずの9月、加畑はそのアプリの試作品を吉田の元に持ってきた。吉田は、そのコンセプトや完成度に魅了され、すぐにニッポン放送・会長の重村一にこのアプリを広めたい事を直談判。
話が進み、正式開発が決まる。アプリの名称も「トーンコネクト」となり、随時、オールナイトニッポンGOLD app10.jpでも紹介された。
2011年11月4日放送分には「toneconnect（トーンコネクト）」の開発者を招き、生放送中に実験を行ったところ、ニコ生を見ているリスナーやツイッターやメールの報告で、「受信された」という報告が相次いだ。また、1つのAndroidケータイから複数のAndroidケータイへと受信できるというのを証明するため、実験を行ったところ、複数のAndroidケータイに受信したため、成功した。これに関連して、11月18日の21時-23時30分にはニッポン放送のイマジンスタジオをリスナーに開放してtoneconnect（トーンコネクト）を使っての実験を行った。
2012年3月9日放送では、番組内で度々取り上げたアプリ「toneconnect（トーンコネクト）」のAndroid版とiOS版が2月にリリースされたことを受け、機種間の共有性を証明するため、4か月ぶり2度目となる実証実験をイマジンスタジオで実施。また、完成した「Toneconnect」の利用と普及を目指す目的に、同年2月20日付をもってニッポン放送とアドリブを中心とする創業メンバーの共同出資により、株式会社トーンコネクトが設立されたことが発表された。番組パーソナリティの吉田尚記が同社代表取締役CMOに、同アプリを開発したアドリブの加畑健志が代表取締役CEOにそれぞれ就任した。
なお、Daisy×Daisy・MiKAが駆けつけて、Ayabieのインテツと共に、Toneconnectの社歌を制作し、演奏を行った。ちなみに、放送終了後、加畑と吉田の2人は日本を出発し、3月9日-3月13日の期間で、アメリカのコンベンションイベント、サウス・バイ・サウス・ウエスト（略称・SXSW）のインタラクティブ部門に参加して、そこで、Toneconnectのプロモーションを実施。
その後は、ラジオの中で、言葉だけでは足りない情報はトーンコネクトを活用して、リスナーに対して日常的に実験も行われている。

### トーンコネクトの原点と評価
1983年4月-1986年4月に放送された、上柳昌彦のオールナイトニッポンのある日の番組内で「世紀の実験」として、その当時に普及し始めた、「MSXコンピュータ」のプログラムをラジオの電波に乗せて、日本各地にどこまで届くか実験を行った。
ただ、放送法には「中波放送で流すことが許されるのは『耳で聞いて理解できるものに限る』」という規定があり、この行為が法に違反する可能性があった。
その当時の番組ディレクターを務めていた土屋夏彦は、今回開発されたトーンコネクトというアプリについて「そんな先人たちの努力を「放送法」にも抵触しない形で完成させてくれた」と評している。

## 特徴
特徴としては、音を介すことによって、Android端末とiPhoneの間でも通信でき、スマートフォンの場合、搭載されているスピーカーとマイクを使うため、NFCなどとは異なって、専用のハードウェアを必要としない。また、1対1の通信にとどまらず、多くの参加者のスマートフォンに対して、拡声器を使って一斉にURLを送ったり、さらにはラジオやテレビを通じて、誘導先のURLを放送で流すことも可能。 
また、AndroidとiOSアプリのほか、APIも公開しており、他のアプリから利用したり、または、ウェブブラウザにtcode変換機能を追加するアドオンの開発などにも活用が可能。
吉田いわく、「技術面ではすべて基礎技術を使っているため特許的な要素は何もありません。誰でも真似ができます。だからこそ、各々の目的に合ったツールに組み込みやすく、普及促進させやすいと思っています。」と話す。 

## 仕組み
仕組みとしては、共有したいURLを、8-10音のDTMF（デュアルトーンマルチ周波数）で構成される「tcode」というIDに変換し、この音列を送信側のスマートフォンで鳴らし、受信側のスマートフォンで聞き取ることで、そのURLが受け渡しされる仕組み。なお、tcodeの音列は、時間にして2-4秒ほど。
これまで、IDを音に変換してデータをやりとりするアプリは他にもあったが、ToneconnectでDTMFを使った理由として、トーンコネクト側は「世界中で誰もが電話で使われる音だと認識できるから。この音を電話機に聞かせると、昔は電話がかけられたが、今はURLに接続できるという、とても近いイメージを持っているということ」や、ローファイのため、放送などで流すことが可能である点も挙げている。 
ピポパという音については、「2種類の周波数の音声合成を活用して、「0」から「9」までの数字、「A」から「D」までのアルファベットと「#」「*」の記号、合わせて16種類の文字を表現。
このしくみを使い、ラジオからのスマートフォンへ、スマートフォン同士などへ情報を伝える。
また、このトーンコネクトをインストールしたAndroidスマートフォンのOSからは、同アプリが共有ツールの一種として認識され、アプリの共有・シェアメニューから、赤外線通信やBluetoothなどと並列で、トーンコネクトを選択できるようになる。受け手側は、トーンコネクトを起動すれば、tcodeを認識し、元のURLに変換する。 
なお、DTMFは16通りしかないため、これを10音並べたとしても、URLなどの文字列を格納するほどの容量はない。音でやりとりするのはあくまでもtcodeと呼ばれるIDのみ。URLやテキストは、このIDに基づいて、トーンコネクトでは、サーバーの中に必要な情報を入れ、8音から10音のピポパ音でその場所を指定、そして、そのサーバーを介してインターネット経由で送受信。利用者に対して、必要な情報を取り出せるしくみとなっている。
すでに運営会社の「トーンコネクト」では、世界で初めてのDTMF音の登録管理サービスが始っていて、吉田いわく、「我々の役割は例えて言うなら「ピポパレジストリサービス会社」ってところです」と説明する。

## 運営会社
2012年2月20日にニッポン放送とアドリブとの共同出資により、2月20日付で「株式会社トーンコネクト」設立、3月9日から本格的に活動を開始。ただし2022年1月現在、同社HPは休止中であり、問い合わせについてはアドリブで受け付けている。

### 経営陣
- 代表取締役CEO：加畑健志
- 代表取締役CMO：吉田尚記
- 取締役CTO：山本純司
- 取締役COO：日々野哲郎
- 取締役：勅使川原昭
- 顧問：重村一

### 注
1. ↑  放送法第2条において、中波放送の定義が「五百二十六・五キロヘルツから千六百六・五キロヘルツまでの周波数を使用して音声その他の音響を送る放送」とされていることによる。なお本実験以前の1982年には、既に『パソコンサンデー』（テレビ東京系）が副音声によるプログラム配信放送を開始しているが、放送法上テレビ放送と中波ラジオ放送は扱いが異なるため、一概に違法性を比較できない点に注意が必要である。